# 尼库劳斯 (奥尔登堡)
尼库劳斯·弗里德里希·威廉（Nikolaus Friedrich Wilhelm，1897年8月10日—1970年4月3日），奥尔登堡大公世子、奥尔登堡大公家族首領，霍爾斯坦-戈托普王朝的成員。

## 生平
尼库劳斯是奥尔登堡大公弗里德里希·奥古斯特二世与第二任妻子梅克伦堡-什未林的伊丽莎白·亚历珊德琳·玛蒂尔德·奥古斯塔的独子，1897年生于大公国首都奥尔登堡。1900年6月13日，父亲弗里德里希·奥古斯特成为大公，他作为父亲的继承人成为奥尔登堡大公世子，将在父亲去世后继位为奥尔登堡大公。
1918年德国爆发革命。11月11日，父亲弗里德里希·奥古斯特被迫逊位，德国君主制覆亡。尼库劳斯失去了继承王位的机会。奥尔登堡建立共和制，成为奥尔登堡自由邦。
1931年，尼库劳斯的父亲去世，他成为奥尔登堡家族族长，奥尔登堡大公继承人。
1970年，尼库劳斯在拉施泰德去世，终年72岁。长子安东-京特尔成为奥尔登堡家族族长。

## 婚姻与子女
1921年，尼库劳斯与瓦爾德克和皮爾蒙特的海倫公主结婚。海倫的父親是瓦爾德克和皮爾蒙特末代親王弗里德里希，母親是符騰堡末代王后夏洛特的妹妹巴蒂爾迪絲。尼库劳斯和海倫共有六子三女：
- 长子安东-京特尔（Anton-Günther，1923年1月26日—2014年9月20日），奥尔登堡大公家族首領。
- 长女里克莎（Rixa，1924年3月28日—1939年4月1日），早逝。
- 次子彼得（Peter，1926年8月7日—2016年11月18日），1951年娶勒文施泰因-维尔泰姆-弗洛伊登贝格親王乌多六世的次女格特鲁德，有三子一女。
- 次女埃丽卡（Eilika，1928年2月2日—2016年1月26日），1950年与莱宁根親王埃米希·基里爾（英语：Emich Kyrill, Prince of Leiningen）结婚，有二子二女。
- 三子埃吉尔馬（Egilmar，1934年10月14日—2013年）
- 四子弗里德里希·奥古斯特（英语：Duke Friedrich August of Oldenburg）（Friedrich August，1936年1月11日—2017年7月9日），1965年与普魯士王室首领路易·斐迪南的女兒玛莉·塞西莉（Marie Cécile）结婚，1989年离婚。1991年與卡斯特尔-吕登豪森的多娜塔（Donata）結婚，二人没有子嗣。
- 三女阿尔特堡（Altburg，1938年10月14日出生），1967年嫁给吕迪格·冯·埃尔法男爵，有五子。
- 五子胡诺（Huno，1940年1月3日出生），约翰的雙胞胎哥哥，1970年與魯茨·施威林·馮·科洛希克的女兒菲莉齊塔丝·阿妮塔（Felicitas-Anita）結婚，兩人的長女即為德國另類選擇黨副領導人碧翠克絲·馮·斯托爾希（英语：Beatrix von Storch）。
- 六子约翰（Johann，1940年1月3日—），胡诺的雙胞胎弟弟，1971年與奥尔滕堡的伊尔卡（Ilka）結婚，兩人的长女埃丽卡（英语：Duchess Eilika of Oldenburg）即為奧地利末代皇儲鄂圖之子格奥尔格的妻子。

赫莱娜去世后，尼库劳斯于1950年9月29日在东荷尔斯泰因县的居尔登施泰因（Güldenstein）与安妮-玛丽·冯·舒茨巴尔·米尔希林（Anne-Marie von Schutzbar gt Milchling，1903年7月3日—1991年1月1日）结婚，没有子嗣。